# Cultura di Novočerkassk
Le culture di  Černogorovka e Novočerkassk (dal 900 a.C. ca. al 650 a.C.) sono le culture delle steppe dell'età del ferro in Ucraina e Russia, incentrate tra il Prut e il basso corso del Don, conosciute anche come culture pre-scite, associate ai Cimmeri
Nel 1971 venne scavato nel bacino del basso corso del fiume Dnepr il kurgan di Vysokaja Mogila (tombe 2 e 5). La tomba numero 5 risale al tardo periodo di Černogorovka (900-750 a.C.) mentre la numero 2 al periodo Novočerkassk, più recente, (750-650 a.C.).
La cultura di Novočerkassk si espande in un'area più ampia estesa tra il Danubio e il Volga e viene associata con i manufatti tracio-cimmeri dell'Europa orientale.